# Anscarici
Gli Anscarici (o Anscaridi o Casa di Ivrea) furono una dinastia comitale, poi marchionale ed infine regale di origine franca. 
La casata estese il proprio dominio sull'area piemontese alla fine del periodo carolingio e aspirò al trono. 
Rami della famiglia governarono in seguito la Franca Contea di Borgogna; il regno di Galizia, Leon e Castiglia nella penisola iberica, nel Regno di Sicilia e di Napoli

## La nascita della dinastia

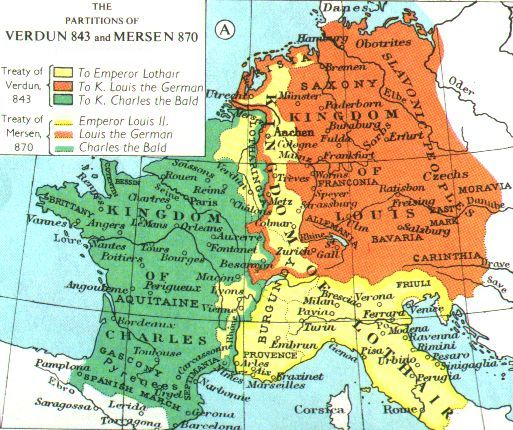
L'Europa e l'Italia tra l'843 e l'870

Il capostipite degli Anscarici fu certamente Anscario I figlio di Amedee d'Oscheret, di origine borgognona, il quale, insieme ai fratelli Folco il Venerabile vescovo di Reims e Guido d'Oscheret, sostenne il cugino Guido II di Spoleto, figlio di Guido I di Spoleto, nel suo tentativo di scalata al trono del regno dei Franchi Occidentali, dopo la caduta di Carlo il Grosso. Questa presa di posizione costò alla famiglia la contea (affidata a Manasse di Chalons), quando il trono fu affidato al conte Oddone I conte di Parigi che aveva valorosamente difeso la sua città dall'assedio vichingo. Anscario e suo fratello Guido (morto in battaglia sul fiume Trebbia nell'889) accompagnarono Guido da Spoleto nella guerra contro Berengario I nell'888. Egli divenne consigliere di Guido da Spoleto e prese parte alla guerra contro Arnolfo re dei Franchi Orientali che invase l'Italia nell'894 e nell'896. Per i servigi prestati Anscario ottenne la marca di Ivrea.

## La marca d'Ivrea
La marca d'Ivrea era una delle maggiori marche italiane e costituiva la parte occidentale della regione subalpina, in particolare comprendeva le contee di Acqui, Alba, Asti, Torino, Vercelli, Pombia (Novara), Burgaria (nel Vigevanese) e naturalmente Ivrea.
Adalberto I (Aubert I), divenne marchese (901-928) e sposò Gisla, figlia di Berengario I, marchese del Friuli e re d'Italia nell'888 e di Bertila di Spoleto. Da questa unione nacquero Anscario II e Berengario II.
Gli Anscarici aumentarono il loro potere trasmettendo per discendenza il titolo marchionale, iniziando un processo di “dinastizzazione”, fino al punto da interferire con gli interessi reali.
Ugo di Provenza, investito del titolo di re d'Italia nel 926, si oppose alla loro egemonia cercando di destituirli del titolo marchionale.
Durante uno scontro con l'esercito reale, Anscario II morì in combattimento e suo fratello Berengario dovette fuggire in Germania. La marca di Ivrea, quindi, venne suddivisa in tre parti di cui una fu denominata marca di Torino.
Intanto in Germania divenne re, nel 936, Ottone I di Sassonia. Egli cominciò ad attuare una politica espansionistica del regno dei Franchi Orientali, volta alla riconquista e rivendicazione dei territori un tempo sotto il dominio imperiale.
In Italia Ottone I appoggiò il ritorno di Berengario II che nel 950 venne investito del titolo di re d'Italia.
Nel 950-951 Berengario II terminò la riorganizzazione del territorio italiano, iniziata da Ugo di Provenza, nominando tre nuovi marchesi: 
- Aleramo, conte di Vercelli (marca Aleramica - Liguria centro-occidentale);
- Arduino il Glabro, conte di Torino (marca Arduinica - Torino);
- Oberto, conte di Luni (marca Obertenga detta poi Januensis - Liguria orientale).

### I contrasti con Ottone I

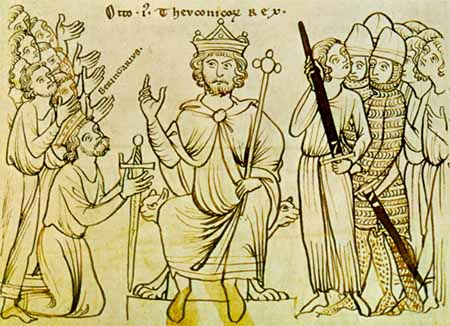
Ottone sconfigge Berengario e sottomette i feudatari (Manoscritto Mediolanense del XII secolo)

Nel 951, in seguito alla rottura del legame di vassallaggio da parte di Berengario II e per la sua politica aggressiva nei confronti del papato, Ottone I scese in Italia e lo sconfisse dopo un lungo assedio al forte di San Leo sottomettendo l'Italia settentrionale.
Berengario II venne detronizzato nel 962 ed esiliato a Bamberga (in Germania), dove morì nel 966. Nel 962, Ottone venne incoronato imperatore dei Romani.

## Piemonte
Questo fatto indebolì e limitò il potere feudale degli Anscarici, che, dopo la sconfitta con Enrico II, nel 1015 persero definitivamente la marca d'Ivrea ad opera di Olderico Manfredi, il cugino di Arduino d'Ivrea e già signore della marca di Torino e padre di Adelaide di Susa. I Savoia hanno ereditato per via femminile (per la "regola longobarda") tutti i possedimenti ed i titoli di Adelaide di Susa, consolidando il loro potere nel Piemonte. I possedimenti così uniti presero il nome di "Marca d'Italia".
Il ramo regale d'Italia espresse dopo i tre Ottoni (vale a dire circa un quarantennio dopo le vicende di Berengario II), un ultimo presunto esponente della dinastia, Arduino d'Ivrea (la filiazione agli Anscarici è quasi sicuramente una supposizione della storiografia ottocentesca), che riuscì di nuovo a divenire re d'Italia, per poi essere infine sconfitto e spodestato dall'imperatore Enrico II.
Il ramo principale della dinastia Anscarica tornò in Borgogna (in particolare a Mâcon) dove occupò nuovamente un posto di rilievo, infatti Ottone Guglielmo divenne conte di Borgogna ed il suo discendente Raimondo fu il capostipite della casa reale di Castiglia che governò la Castiglia ed il León per circa 250 anni.

## Borgogna
Adalberto II d'Ivrea, figlio di Berengario II, fu costretto a fuggire in Borgogna, dove morì ad Autun. La sua vedova si risposò con il duca di Borgogna, Enrico I Ottone, il quale adottò il figlio della moglie e di Adalberto, Ottone I Guglielmo di Borgogna, e gli garantì la successione nel ducato; Ottone Guglielmo però entrò in contrasto con il re Enrico I di Francia che gli lasciò solo un piccolo territorio, il nucleo di quei feudi dai quali si sarebbe poi formata la grande Franca Contea di Borgogna.
Tra i maggiori membri dei conti franchi di Borgogna della dinastia Anscarica si possono ricordare: Rinaldo III di Borgogna che per primo si attribuì il titolo di franc-compte come segno di indipendenza vassallatica, anche se poi fu costretto a sottomettersi all'imperatore Corrado III di Hohenstaufen. La sua figlia ed erede Beatrice, sposandosi con il grande imperatore Federico Barbarossa gli portò in dote la Franca Contea.

## Castiglia e León
Il figlio del franco-conte Guglielmo I di Borgogna, Raimondo, si trasferì nella penisola iberica nel tardo XI secolo dove sposò Urraca, erede del regno di Castiglia e León, dando così vita alla dinastia di Borgogna. Tutti i sovrani di questo regno fino al tardo XIII secolo furono i loro successori quando vennero soppiantati da un ramo cadetto e illegittimo, quello della casa di Trastámara, che comunque governò sino all'inizio del XVI secolo.

## La discendenza nel patriziato piemontese
Secondo Antonio Manno, molte famiglie nobili piemontesi discenderebbero dalla dinastia Anscarica:
- Castellamonte del Canavese;
- De Curia di Pinerolo;
- Della Chiesa, marchesi di Cinzano, conti di Roddi e di Ponzano, signori di Torrazza (Torre di Gerbola), di Santo Stefano Roero e di Pralormo ed i rami di Asti, Saluzzo e Tortona;
- Di Monale di Pinerolo (discendenti da Opizzone e Prangarda);
- Falletti di Asti;
- I conti di Pombia (Biandrina);
- Malabaila o Malabayla di Asti;
- Masino di Asti e Vercelli;
- San Martino del Canavese (attuale discendenza Strambino, Loranzè, Parella, Agliè);
- Pinerolo;
- Solaro/Solari di Asti;
- Conti Valperga di Valperga, Masino (con le proprie stirpi dei Masin/Masini di Castelnuovo, Caluso).
- i Garretti, conti di Ferrere[6]

Queste filiazioni sono oggi ritenute inventate.